# Giovanni Domenico Orsi de Orsini

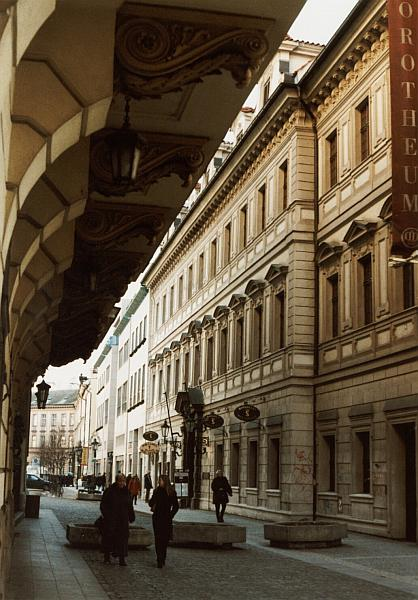
Palazzo Kolowrat (Kolovratský palác)

Giovanni Domenico Orsi de Orsini (Vienna, 1634 – Praga, 14 luglio 1679) è stato un architetto boemo, di origini italiane.

## Biografia
Figlio dell'architetto italiano Giovanni Battista Orsi e della di lui consorte Lucia Retacco, risiedette per la maggior parte della sua vita in Boemia e, in particolare dagli anni 1660, a Praga, ove morì. Inizialmente lavorò sotto la guida di Carlo Lurago. Successivamente si rese indipendente e lavorò per istituzioni religiose varie, ma prevalentemente per i gesuiti, e per nobili boemi.
Inoltre fu coinvolto anche nella erezione di fortificazioni a difesa della città di Praga e nel 1678 progettò le mura cittadine di Cheb (ted.: Eger). Insieme a Francesco Caratti e Carlo Lurago appartiene ai più importanti artisti del primo barocco in Boemia.
Per entrambi gli artisti scalpellini Francesco della Torre e Giovanni Battista Passerini, che nel 1653, dalla cava imperiale presso Vienna, si trasferirono a Praga, egli fu, il 30 ottobre 1663, insieme a Domenico Rossi, il garante della concessione della cittadinanza, grazie alle sue origini praghesi.

## Progetti
- Clementinum (Klementinum), Città vecchia (Staré Město) di Praga; 1653
- Chiesa di Sant'Ignazio (Kostel svatého Ignáce), Città nuova (Nové Město); 1665–1670
- Nová Bystřice: Chiesa della Santissima Trinità del monastero dei Paolini; (1668–1679)
- Monastero di Strahov, Sala teologica della biblioteca, Hradčany; 1671–1679
- Cattedrale di Santo Stefano, Litoměřice; 1664–1668

## Altre opere
- Dům "V Templu"
- Ex convento delle domenicane (chrám sv. Anny)
- Convento domenicano (chrám sv. Jiljí)
- Ex convento dei carmelitani (chrám sv. Havla)
- Convento dei crociati con la Stella Rossa (chrám sv. Fr. Serafínského)
- Ex convento dei carmelitani scalzi (chrám sv. Josefa)
- Ex casa di studio dei teatini (chrám P. Marie Božské prozřetelnosti a sv. Kajetána)
- Ex casa professa dei gesuiti
- Palazzo Kolowrat (Kolovratský palác)
- Palazzo dei Signori Neuhaus
- Palazzo Ledebour (Ledebourský palác)
- Convento dell'Assunta e di San Carlo Magno (Chrám Nanebevzetí P. Marie a sv. Karla Velikého)